# Dodecylgallaat
Dodecylgallaat of laurylgallaat is de ester van galluszuur en 1-dodecanol (ook bekend als laurylalcohol). Het is een wit tot crèmekleurige vaste stof.

## Toepassingen
Dodecylgallaat is een antioxidant en is toegelaten als synthetisch voedingsadditief met E-nummer E312. Het wordt gebruikt in olie- en vetrijke producten. Het effect ervan is groter in combinatie met citroenzuur als synergist.
De esters propylgallaat (E310) en octylgallaat (E311) zijn ook toegelaten antioxidanten. De tijdelijke ADI uit 1993 werd ingetrokken en is later niet meer bepaald.